# Kareta zelenavá
Kareta zelenavá (Lepidochelys olivacea) patří mezi nejmenší zástupce čeledi karetovitých. Za svůj název vděčí olivově zelenému zbarvení krunýře. Jedinci tohoto druhu mají průměrnou hmotnost zhruba 50 kilogramů a délka jejich krunýře se pohybuje od 58 do 70 centimetrů. Pohlavní dospělosti dosahují mezi 7 a 9 lety.
Kareta zelenavá je všežravec, živí se kraby, krevetami, langustami, mořskou travou, řasami, plži, rybami a malými bezobratlými živočichy. V mělkých vodách někdy i medúzami.